# Langschwanz-Birkenmaus
Die Langschwanz-Birkenmaus (Sicista caudata) ist eine Nagetierart aus der Gattung der Birkenmäuse (Sicista). Sie kommt im Nordosten Chinas sowie im südöstlichen Russland und auf der Insel Sachalin vor.

## Merkmale
Die Langschwanz-Birkenmaus erreicht eine Kopf-Rumpf-Länge von 5,9 bis 6,7 Zentimetern und eine Schwanzlänge von 9,6 bis 11,5 Zentimetern bei einem Gewicht von etwa 18 Gramm. Die Hinterfußlänge beträgt 16 bis 18 Millimeter, die Ohrlänge etwa 13 Millimeter. Das Rückenfell ist hell grau-braun mit einer gelblichen Tönung, auf der Wirbelsäule befindet sich ein dunkler Streifen aus vereinzelten schwarz-braunen Haaren. Die Körperseiten sind mehr gelblich mit grauem Einschlag, die Bauchseite ist verwaschen weiß-gelblich. Der Schwanz ist lang und einfarbig gelblich-grau. Der Schädel hat eine Gesamtlänge von 19 bis 21 Millimetern. Die Hinterseite des Schädels ist abgerundet, der Jochbogen hat seine dickste Stelle in der Mitte. Das Genom besteht aus 2n = 50 Chromosomen.

## Verbreitung
Die Langschwanz-Birkenmaus kommt im Nordosten der Chinas sowie im südöstlichen Russland in der Region am Ussuri und auf der Insel Sachalin vor.

## Lebensweise
Über die Lebensweise der Tiere liegen kaum Angaben vor. Sie lebt in Nadel- und Mischwaldbeständen der Taiga sowie in Steppengebieten. Die Tiere sind nachtaktiv und verbringen den größten Teil des Tages in flachen Bauen. In der kalten Jahreszeit machen sie einen Winterschlaf, der mindestens sechs Monate andauert. Die Weibchen bringen in einem Wurf etwa vier bis sechs Jungtiere zur Welt.

## Systematik
Die Langschwanz-Birkenmaus wird als eigenständige Art innerhalb der Gattung der Birkenmäuse (Sicista) eingeordnet, die aus vierzehn Arten besteht. Die wissenschaftliche Erstbeschreibung stammt von Oldfield Thomas aus dem Jahr 1907, der die Art anhand von Individuen von der Insel Sachalin nahe der Stadt Korsakow beschrieb.

## Status, Bedrohung und Schutz
Die Langschwanz-Birkenmaus wird von der International Union for Conservation of Nature and Natural Resources (IUCN) aufgrund fehlender Kenntnisse und Daten zu den Beständen und zur Ökologie nicht in einer Gefährdungsstufe gelistet, sondern als „data deficient“ eingestuft.

## Belege
1. 1 2 3 4  Andrew T. Smith: Long-Tailed Birch Mouse. In: Andrew T. Smith, Yan Xie: A Guide to the Mammals of China. Princeton University Press, Princeton NJ 2008, ISBN 978-0-691-09984-2, S. 206–207.
2. 1 2 3  Sicista caudata in der Roten Liste gefährdeter Arten der IUCN 2014.3. Eingestellt von: K. Tsytsulina, 2008. Abgerufen am 23. Dezember 2015.
3. ↑  Sicista caudata. In: Don E. Wilson, DeeAnn M. Reeder (Hrsg.): Mammal Species of the World. A taxonomic and geographic Reference. 2 Bände. 3. Auflage. Johns Hopkins University Press, Baltimore MD 2005, ISBN 0-8018-8221-4.